# Port de la Houle Causseul

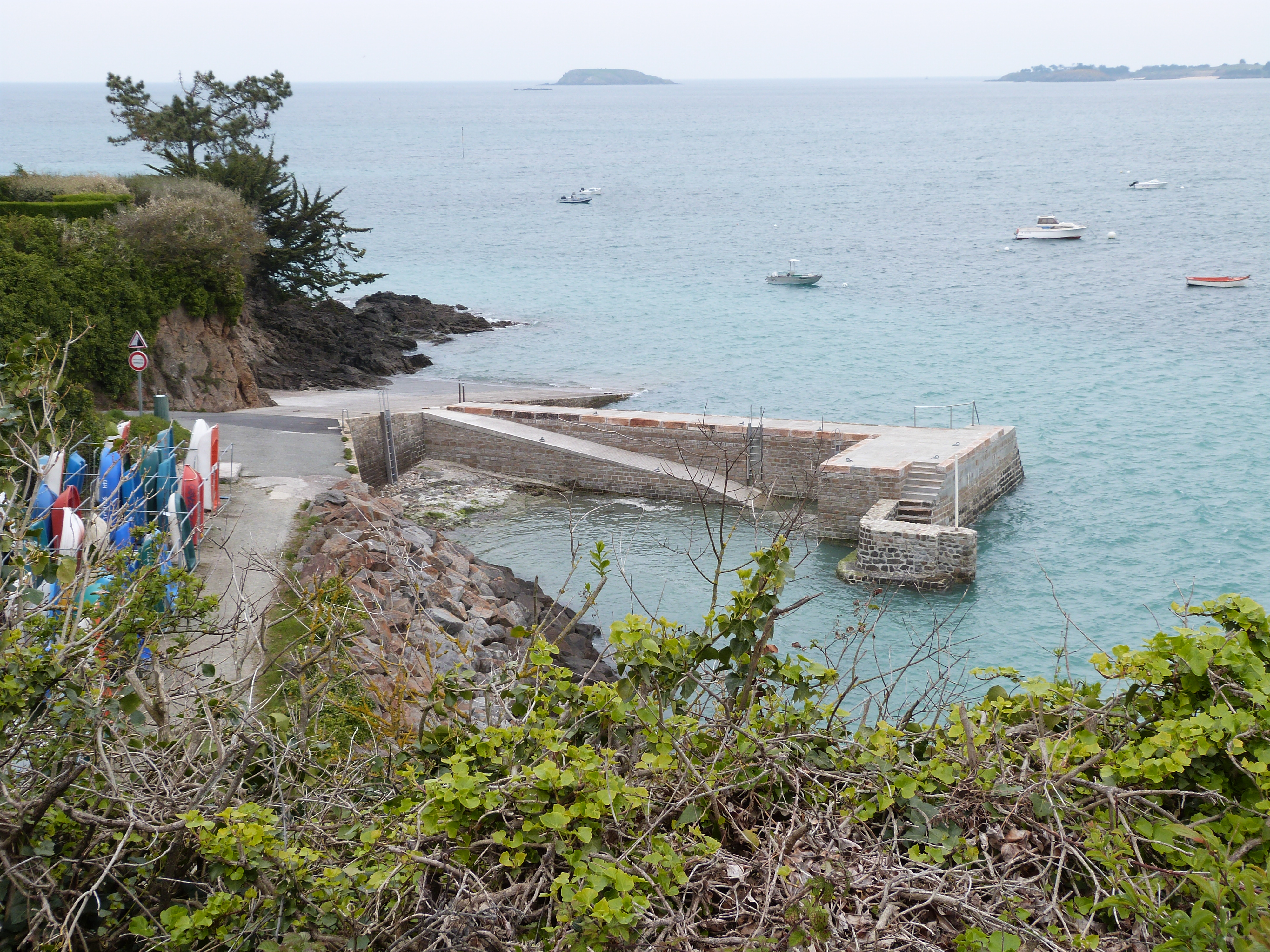
Port de la Houle Causseul im Jahr 2019

Der Port de la Houle Causseul ist ein kleiner Hafen in der französischen Gemeinde Saint-Jacut-de-la-Mer im Département Côtes-d’Armor in der Bretagne. Er befindet sich etwa 800 Meter nördlich vom Hafen Châtelet. Der Name „Houle Causseul“ leitet sich vom gallo-normannischen Wort houle ab, das so viel wie „Grotte“ bedeutet und in der lokalen Folklore mit Feenlegenden in Verbindung gebracht wird.
Die besondere T-Form des Hafens bietet einen geschützten Ankerplatz, der das Anlegen von Beibooten erleichtert. Trotz der zahlreichen Felsen in der Umgebung wurde der Hafen im Laufe der Zeit durch verschiedene Treppen, Kais und zwei Molen erweitert, die das Anlegen sowohl innerhalb als auch außerhalb des Hafenbeckens ermöglichen.

## Geschichte

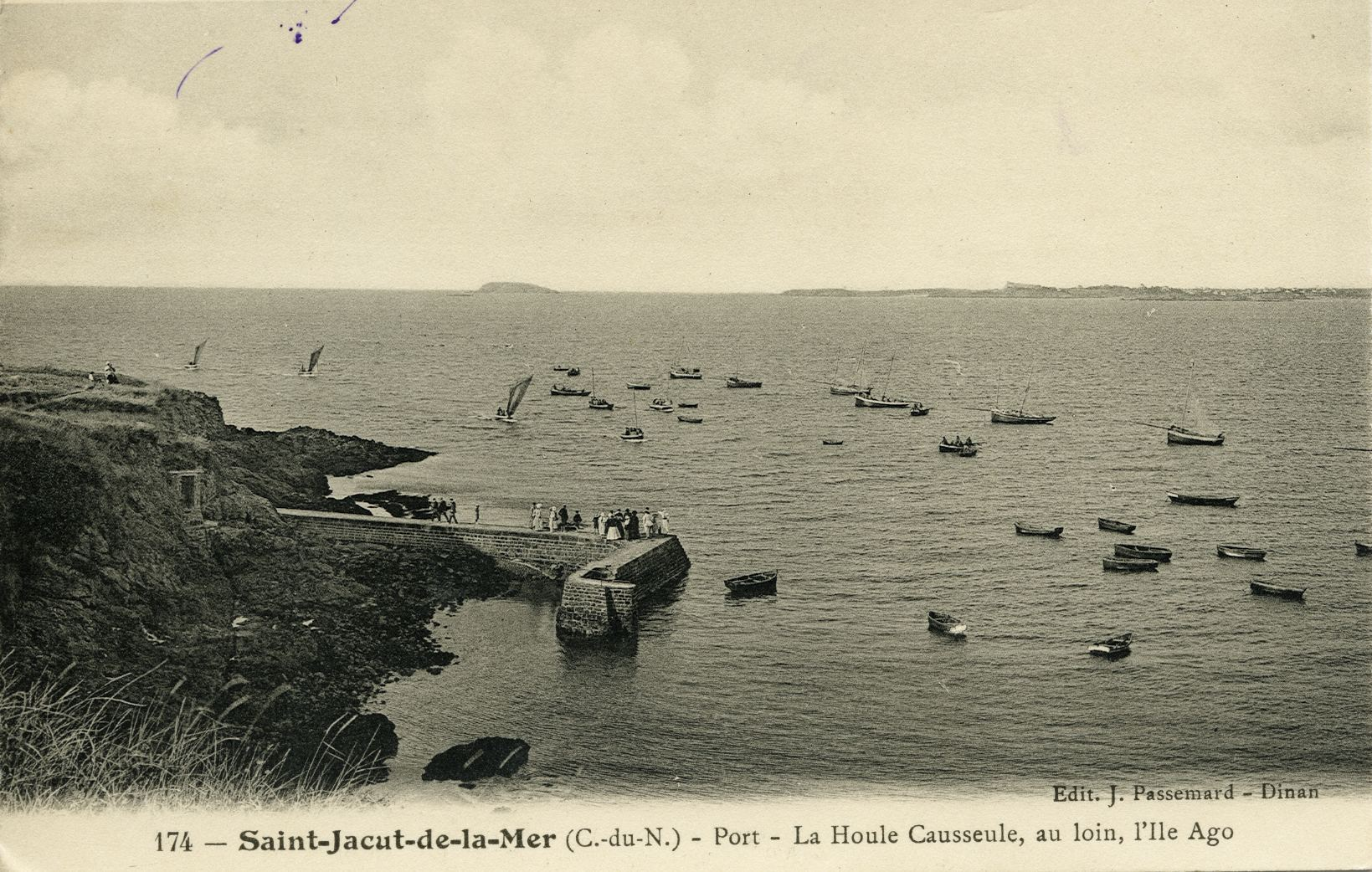
Der Hafen auf einer Postkarte um 1906

Vor 1882 gab es an der Stelle des heutigen Hafens nur einige Ringe zum Festmachen der Boote und eine Treppe, die zum Ufer führte. Die Fischer nutzten diese Stelle bei Nipptide, wenn sie nicht im Hafen Châtelet anlegen konnten. Der erste überflutbare Kai wurde 1881–1882 gebaut und war ursprünglich 20 Meter lang.
In den folgenden Jahren wurde der Hafen kontinuierlich ausgebaut. Im Jahr 1890 wurde der Kai auf 37 Meter verlängert und eine zweite, höhere Rampe hinzugefügt. 1898 erfolgte eine weitere Erhöhung auf 11 Meter. 1917 wurde die große Treppe durch eine längere und weniger steile Rampe ersetzt. Zwischen 1930 und 1949 wurde der erste Anleger erhöht, um ihn auch bei Springflut nutzen zu können. Eine neue Anlegestelle und ein Zufahrtsweg wurden auf einer Höhe von 13 Metern hinter den bestehenden Anlagen eingerichtet.
In den 1960er Jahren gab es Pläne für einen Tiefwasserhafen, die jedoch vom Gemeinderat abgelehnt wurden. Stattdessen konzentrierte man sich auf kleinere Verbesserungen wie die Verbreiterung des Zufahrtsweges und den Bau von zwei Rampen zum Ufer im Jahr 1993. Gegen Ende des 20. Jahrhunderts wurden zwei weitere Anlegestellen im Süden und Norden des Hafens für Freizeitboote gebaut.

## Bedeutung und heutige Nutzung
Im Jahr 1894 war Saint-Jacut mit 35 Fischerbooten und 116 Seeleuten der wichtigste Fischereihafen der Côtes-du-Nord für den Makrelenfang. Diese Bedeutung hielt bis in die Mitte des 20. Jahrhunderts an. 1929 war Saint-Jacut mit 41 Booten der einzige Fischereihafen zwischen Dinard und Erquy.
Heute dient der Port de la Houle Causseul hauptsächlich der Freizeitschifffahrt, wobei seine charakteristische Struktur und seine historische Bedeutung erhalten geblieben sind. Aufgrund seiner besonderen Struktur und Geschichte gilt der Hafen als schützenswertes maritimes Erbe. Er ist in der Base Mérimée mit der Nummer IA22010587 verzeichnet.